# Josepa Pallí Paradeda
Josepa Pallí Paradeda   (Sant Feliu de Guíxols, 1875 - 1952) fou vescomtessa de Vilanova de Cabanyes, a Calonge i mestra.
Josepa Pallí va néixer a Sant Feliu de Guíxols davant la fugida dels seus pares de Calonge. El seu pare, Josep Pallí, era el cap dels cipaios liberals, i va haver de marxar de la vila per no ser empaitat pels tradicionalistes. Va estudiar la carrera de Magisteri a Barcelona, amb molt bones notes. Mai va arribar a exercir la professió de mestra nacional. El títol nobiliari el va aconseguir en casar-se, l'any 1894, amb el seu cosí Josep Maria Vilanova Plana, vescompte de Cabanyes. Vivía habitualment a Barcelona. Van tenir una filla que es va dir Pilar, que va mantenir el títol nobiliari. I aquest va passar a la filla d'aquesta, Montserrat Prat de Vilanova. Tenia immenses propietats a Calonge, destascant les residències de can Xifró, el castell de Cabanyes i la Torre Valentina. Al castell de Cabanyes es va projectar fer un hotel de luxe. També tenia propietats a Maià.